# Viggó Kristjánsson
Viggó Kristjánsson (Reykjavík, Island, 9. prosinca 1993.) islandski je rukometaš i nacionalni reprezentativac koji igra na poziciji desnog vanjskog. Kao djetetu, uzor mu je bio njemački rukometaš Stefan Kretzschmar i zbog njega je uvijek nosio dres s brojem 73.

## Karijera
Kristjánsson je rukomet počeo igrati u lokalnom Gróttu da bi sezonu 2016./17. proveo u danskom Randersu. Nakon toga u svoje redove doveo ga je austrijski West Wien zajedno s Mladanom Jovanovicem. U klubu je proveo dvije sezone te je ondje bio jedan od najboljih strijelaca. Budući da je u Leipzigu tamošnji igrač Gregor Remke doživio tešku ozljedu hrskavice u koljenu, klub je odlučio dovesti Vigga kao zamjenu. Igrač se ondje kratko zadržao te je u studenog 2019. prešao u HSG Wetzlar.

## Vanjske poveznice
- Profil rukometaša na službenim web stranicama EHF-a  Arhivirana inačica izvorne stranice od 19. lipnja 2018. (Wayback Machine)